# Eristalis tecta
Eristalis tecta är en tvåvingeart som beskrevs av Vujic, Radenkovic, Nielsen och Simic 2004. Eristalis tecta ingår i släktet slamflugor, och familjen blomflugor.
Artens utbredningsområde är Nordmakedonien. Inga underarter finns listade i Catalogue of Life.